# 長崎県第3区
長崎県第3区（ながさきけんだい3く）は、日本の衆議院における選挙区。1994年（平成6年）の公職選挙法改正で設置。

## 区域

### 現在の区域
2022年（令和4年）公職選挙法改正以降の区域は以下のとおりである。4区の廃止により、旧3区の一部と旧4区の全域が合わせて新3区となる。
- 佐世保市
- 平戸市
- 松浦市
- 五島市
- 西海市
- 東彼杵郡
- 北松浦郡
- 南松浦郡

### 2017年から2022年までの区域
2017年（平成29年）公職選挙法改正から2022年の小選挙区改定までの区域は以下のとおりである。2017年の小選挙区改定により、小値賀町は4区から編入された。
- 佐世保市
  - 早岐地域・三川内地域・宮の各支所管内
- 大村市
- 対馬市
- 壱岐市
- 五島市
- 東彼杵郡
- 北松浦郡
  - 小値賀町
- 南松浦郡

### 2013年から2017年までの区域
2013年（平成25年）公職選挙法改正から2017年の小選挙区改定までの区域は以下のとおりである。
- 佐世保市
  - 早岐・三川内・宮の各支所管内
- 大村市
- 対馬市
- 壱岐市
- 五島市
- 東彼杵郡
- 南松浦郡

### 2013年以前の区域
1994年（平成6年）公職選挙法改正から2013年の小選挙区改定までの区域は以下のとおりである。
- 大村市
- 福江市
- 東彼杵郡
- 南松浦郡
- 壱岐郡
- 下県郡
- 上県郡

## 歴史
長崎空港からの空路による結びつきを考慮し、壱岐・対馬・五島各地方と本土中部の大村市周辺が一つの選挙区として組織されていたが、2022年の区割り変更以降、佐世保市を含む本土北部と五島地方で組織されることとなった。
本土に厚い票田を持つ自由民主党と離島に影響力のある民主党との間で激しい接戦が続いており、第41・第42回は虎島和夫対山田正彦、第43回～第46回及び第49回は谷川弥一対山田正彦・勝彦父子の争いとなっている。第41回は落選、第42〜第44回は比例復活に甘んじていた正彦が、第45回では民主党への追い風に乗って小選挙区で初勝利した。第45回までは敗れた方が比例九州ブロックで復活当選していたが、第46回以降は谷川が正彦を比例復活を許さずに当選。以後2回の総選挙も相手候補の比例復活も許さずに当選を続けていた。
ただ、第49回は正彦の息子である山田勝彦が立憲民主党から出馬。全国的な大物議員や高齢議員の苦戦が続出する中で、80歳を迎えた谷川もその煽りを受けたものの2,034票差と間一髪で逃げ切り8回目の当選。勝彦は比例復活となった。
その後、谷川は政治資金パーティー収入の裏金問題の引責で2024年1月に議員辞職したため、同年4月に補欠選挙を実施。自民党は候補者擁立を見送り不戦敗となったため、勝彦が日本維新の会の新人候補を大差で破り当選した。
2024年の第50回では、選挙区の削減により廃止された4区から移った自民党の金子容三が、自民党の政治資金パーティー裏金事件や、それ以前の統一教会（現在の世界平和統一家庭連合）との関係などをはじめとする数々の不祥事の影響などにより、長崎県を含め、全国的に支持率や得票率などが低下していたにもかかわらず、当選している。
2013年の選挙区割り変更で佐世保市の早岐支所管内・三川内支所管内・宮支所管内が4区から3区に、2017年の区割り変更で北松浦郡小値賀町が4区から3区に移動された。

## 小選挙区選出議員
| 選挙名                   | 年     | 当選者   | 党派       | 備考                      |
| ------------------------ | ------ | -------- | ---------- | ------------------------- |
| 第41回衆議院議員総選挙   | 1996年 | 虎島和夫 | 自由民主党 |                           |
| 第42回衆議院議員総選挙   | 2000年 | 虎島和夫 | 自由民主党 |                           |
| 第43回衆議院議員総選挙   | 2003年 | 谷川弥一 | 自由民主党 |                           |
| 第44回衆議院議員総選挙   | 2005年 | 谷川弥一 | 自由民主党 |                           |
| 第45回衆議院議員総選挙   | 2009年 | 山田正彦 | 民主党     |                           |
| 第46回衆議院議員総選挙   | 2012年 | 谷川弥一 | 自由民主党 |                           |
| 第47回衆議院議員総選挙   | 2014年 | 谷川弥一 | 自由民主党 |                           |
| 第48回衆議院議員総選挙   | 2017年 | 谷川弥一 | 自由民主党 |                           |
| 第49回衆議院議員総選挙   | 2021年 | 谷川弥一 | 自由民主党 |                           |
| 第49回衆議院議員補欠選挙 | 2024年 | 山田勝彦 | 立憲民主党 | ※谷川弥一の議員辞職に伴う |
| 第50回衆議院議員総選挙   | 2024年 | 金子容三 | 自由民主党 |                           |

## 選挙結果
時の内閣：第1次石破内閣 解散日：2024年10月9日 公示日：2024年10月15日
当日有権者数：34万5636人 最終投票率：52.93%（前回比：8%） （全国投票率：53.85%（2.08%））
| 当落 | 候補者名   | 年齢 | 所属党派     | 新旧 | 得票数   | 得票率 | 惜敗率 | 推薦・支持 | 重複 |
| ---- | ---------- | ---- | ------------ | ---- | -------- | ------ | ------ | ---------- | ---- |
| 当   | 金子容三   | 41   | 自由民主党   | 前   | 90,930票 | 50.90% | ――     | 公明党推薦 | ○    |
|      | 末次精一   | 61   | 立憲民主党   | 元   | 68,494票 | 38.34% | 75.33% |            | ○    |
|      | 井上翔一朗 | 41   | 日本維新の会 | 新   | 19,217票 | 10.76% | 21.13% |            | ○    |

- 山田は2区から立候補し比例復活で当選。

当日有権者数：231,747人　最終投票率：35.45%

| 当落 | 候補者名   | 年齢 | 所属党派     | 新旧 | 得票数   | 得票率 | 推薦・支持                 |
| ---- | ---------- | ---- | ------------ | ---- | -------- | ------ | -------------------------- |
| 当   | 山田勝彦   | 44   | 立憲民主党   | 前   | 53,381票 | 68.36% | 社会民主党推薦             |
|      | 井上翔一朗 | 40   | 日本維新の会 | 新   | 24,709票 | 31.64% | 教育無償化を実現する会推薦 |

時の内閣：第1次岸田内閣 解散日：2021年10月14日 公示日：2021年10月19日
当日有権者数：23万6525人 最終投票率：60.93%（前回比：0.97%） （全国投票率：55.93%（2.25%））
| 当落 | 候補者名 | 年齢 | 所属党派   | 新旧 | 得票数       | 得票率 | 惜敗率 | 推薦・支持 | 重複 |
| ---- | -------- | ---- | ---------- | ---- | ------------ | ------ | ------ | ---------- | ---- |
| 当   | 谷川弥一 | 80   | 自由民主党 | 前   | 57,223票     | 40.66% | ――     | 公明党推薦 |      |
| 比当 | 山田勝彦 | 42   | 立憲民主党 | 新   | 55,189.084票 | 39.22% | 96.45% |            | ○    |
|      | 山田博司 | 51   | 無所属     | 新   | 25,566.906票 | 18.17% | 44.68% |            | ×    |
|      | 石本啓之 | 52   | 改新党     | 新   | 2,750票      | 1.95%  | 4.81%  |            |      |

- 末次は4区から立憲民主党公認で立候補し比例復活で当選。

時の内閣：第3次安倍第3次改造内閣 解散日：2017年9月28日 公示日：2017年10月10日
当日有権者数：24万2428人 最終投票率：59.96%（前回比：8.38%） （全国投票率：53.68%（1.02%））
| 当落 | 候補者名 | 年齢 | 所属党派     | 新旧 | 得票数   | 得票率 | 惜敗率 | 推薦・支持                   | 重複 |
| ---- | -------- | ---- | ------------ | ---- | -------- | ------ | ------ | ---------------------------- | ---- |
| 当   | 谷川弥一 | 76   | 自由民主党   | 前   | 83,992票 | 59.72% | ――     | 公明党推薦                   |      |
|      | 末次精一 | 54   | 希望の党     | 新   | 35,554票 | 25.28% | 42.33% | 民進党長崎県総支部連合会推薦 | ○    |
|      | 石丸完治 | 68   | 日本共産党   | 新   | 12,638票 | 8.99%  | 15.05% |                              |      |
|      | 口石竜三 | 48   | 日本維新の会 | 新   | 8,469票  | 6.02%  | 10.08% |                              | ○    |

時の内閣：第2次安倍改造内閣 解散日：2014年11月21日 公示日：2014年12月2日
当日有権者数：23万9356人 最終投票率：51.58%（前回比：12.4%） （全国投票率：52.66%（6.66%））
| 当落 | 候補者名 | 年齢 | 所属党派   | 新旧 | 得票数   | 得票率 | 惜敗率 | 推薦・支持 | 重複 |
| ---- | -------- | ---- | ---------- | ---- | -------- | ------ | ------ | ---------- | ---- |
| 当   | 谷川弥一 | 73   | 自由民主党 | 前   | 82,354票 | 72.24% | ――     | 公明党推薦 |      |
|      | 石丸完治 | 65   | 日本共産党 | 新   | 31,650票 | 27.76% | 38.43% |            |      |

時の内閣：野田第3次改造内閣 解散日：2012年11月16日 公示日：2012年12月4日 最終投票率：63.98% （全国投票率：59.32%（9.96%））
| 当落 | 候補者名 | 年齢 | 所属党派     | 新旧 | 得票数   | 得票率 | 惜敗率 | 推薦・支持   | 重複 |
| ---- | -------- | ---- | ------------ | ---- | -------- | ------ | ------ | ------------ | ---- |
| 当   | 谷川弥一 | 71   | 自由民主党   | 前   | 69,903票 | 53.47% | ――     | 公明党推薦   | ○    |
|      | 山田正彦 | 70   | 日本未来の党 | 前   | 52,536票 | 40.18% | 75.16% | 新党大地推薦 | ○    |
|      | 石丸完治 | 63   | 日本共産党   | 新   | 8,301票  | 6.35%  | 11.88% |              |      |

時の内閣：麻生内閣 解散日：2009年7月21日 公示日：2009年8月18日 （全国投票率：69.28%（1.77%））
| 当落 | 候補者名 | 年齢 | 所属党派   | 新旧 | 得票数   | 得票率 | 惜敗率 | 推薦・支持 | 重複 |
| ---- | -------- | ---- | ---------- | ---- | -------- | ------ | ------ | ---------- | ---- |
| 当   | 山田正彦 | 67   | 民主党     | 前   | 79,223票 | 49.58% | ――     |            | ○    |
| 比当 | 谷川弥一 | 68   | 自由民主党 | 前   | 77,316票 | 48.38% | 97.59% |            | ○    |
|      | 山田聖人 | 43   | 幸福実現党 | 新   | 3,263票  | 2.04%  | 4.12%  |            |      |

時の内閣：第2次小泉改造内閣 解散日：2005年8月8日 公示日：2005年8月30日 （全国投票率：67.51%（7.65%））
| 当落 | 候補者名 | 年齢 | 所属党派   | 新旧 | 得票数   | 得票率 | 惜敗率 | 推薦・支持 | 重複 |
| ---- | -------- | ---- | ---------- | ---- | -------- | ------ | ------ | ---------- | ---- |
| 当   | 谷川弥一 | 64   | 自由民主党 | 前   | 83,992票 | 53.03% | ――     |            | ○    |
| 比当 | 山田正彦 | 63   | 民主党     | 前   | 74,384票 | 46.97% | 88.56% |            | ○    |

時の内閣：第1次小泉第2次改造内閣 解散日：2003年10月10日 公示日：2003年10月28日 （全国投票率：59.86%（2.63%））
| 当落 | 候補者名 | 年齢 | 所属党派   | 新旧 | 得票数   | 得票率 | 惜敗率 | 推薦・支持 | 重複 |
| ---- | -------- | ---- | ---------- | ---- | -------- | ------ | ------ | ---------- | ---- |
| 当   | 谷川弥一 | 62   | 自由民主党 | 新   | 77,528票 | 50.34% | ――     |            | ○    |
| 比当 | 山田正彦 | 61   | 民主党     | 前   | 71,099票 | 46.17% | 91.71% |            | ○    |
|      | 寺田敏之 | 49   | 日本共産党 | 新   | 5,374票  | 3.49%  | 6.93%  |            |      |

時の内閣：第1次森内閣 解散日：2000年6月2日 公示日：2000年6月13日 （全国投票率：62.49%（2.84%））
| 当落 | 候補者名 | 年齢 | 所属党派   | 新旧 | 得票数   | 得票率 | 惜敗率 | 推薦・支持 | 重複 |
| ---- | -------- | ---- | ---------- | ---- | -------- | ------ | ------ | ---------- | ---- |
| 当   | 虎島和夫 | 72   | 自由民主党 | 前   | 76,794票 | 49.80% | ――     |            | ○    |
| 比当 | 山田正彦 | 58   | 自由党     | 元   | 41,995票 | 27.23% | 54.69% |            | ○    |
|      | 犬塚直史 | 45   | 民主党     | 新   | 28,589票 | 18.54% | 37.23% |            | ○    |
|      | 久野正義 | 61   | 日本共産党 | 新   | 5,759票  | 3.73%  | 7.50%  |            |      |
|      | 沖野寛   | 46   | 自由連合   | 新   | 1,079票  | 0.70%  | 1.41%  |            |      |

- 犬塚は民由合併による選挙区調整により第20回参議院議員通常選挙へ立候補し、当選。

時の内閣：第1次橋本内閣 解散日：1996年9月27日 公示日：1996年10月8日 （全国投票率：59.65%（8.11%））
| 当落 | 候補者名   | 年齢 | 所属党派   | 新旧 | 得票数   | 得票率 | 惜敗率 | 推薦・支持 | 重複 |
| ---- | ---------- | ---- | ---------- | ---- | -------- | ------ | ------ | ---------- | ---- |
| 当   | 虎島和夫   | 68   | 自由民主党 | 前   | 79,735票 | 52.22% | ――     |            | ○    |
|      | 山田正彦   | 54   | 新進党     | 前   | 65,084票 | 42.62% | 81.63% |            |      |
|      | 佐々田勇二 | 61   | 日本共産党 | 新   | 7,883票  | 5.16%  | 9.89%  |            |      |